# Хюльтцер, Карен
Карен Хюльтцер (африк. Karen Hultzer; род. 16 сентября 1965, Кейптаун) — южноафриканская лучница, специализирующаяся в стрельбе из олимпийского лука. Участница Олимпийских игр 2012 года.

## Биография
Карен Хюльтцер родилась 16 сентября 1965 года в Кейптауне.
Хюльтцер является лесбиянкой, о чём публично сообщила перед Олимпийскими играми в Лондоне. Состоит в отношениях с Трейси Ким Сондерс.

## Карьера
Карен Хюльтцер начала заниматься стрельбой из лука в 2007 году, а уже на следующий год состоялся её дебют на международных соревнованиях. Она завоевала золото на чемпионате Южной Африки 2009 года.
На чемпионате мира 2009 года в Ульсане Карен Хультцер в личном турнире заняла 80-е место в рейтинговом раунде и попала в 1/64 финала на француженку Сирьель Деламар, которой проиграла 97:101 (в то время сетов не было, результат поединка определялся по сумме очков).
Карен Хюльтцер получила право представлять Южную Африку на летних Олимпийских играх 2012 года в Лондоне в личных соревнованиях, в командном турнире ЮАР не получила квоту. Это случилось во время чемпионата Африки в Рабате, в рамках которого проводился отборочный турнир от Африки. Хюльтцер в плей-офф чемпионата победила на стадии 1/8 финала марокканку Хадиджу Аббуду со счётом 6:3, в следующем раунде со счётом 6:4 оказалась сильнее другой представительницы этой же страны Бтиссамы Фарджиа. В полуфинале против египтянки Амиры Мансур южноафриканка уступила, но в матче за третье место в упорной борьбе победила маврикийскую лучницу Веронику ле Вье, которая на пути к полуфиналам выбила из борьбы таких титулованных спортсменок как Карлу Франджили и Наду Камель. В финале оказались две египтянки, а так как одной стране положена максимум одна путёвка, вторую получил бронзовый призёр.
На Олимпийских играх в июле 2012 года Карен Хюльтцер в рейтинговом раунде набрала 631 очко и заняла 46-е место. Уже в первом раунде плей-офф южноафриканская лучница попала на итальянку Пию Льонетти и проиграла ей со счётом 2:6 по сетам, выбыв из дальнейшей борьбы. При этом среди лучников Хюльтцер оказалась самой возрастной, ей на момент соревнований было 46 лет.
На чемпионате Африки 2016 года в Виндхуке разыгрывались путёвки на Олимпийские игры в Рио-де-Жанейро. Хюльтцер не сумела попасть на свои вторые Олимпийские игры, проиграв в четвертьфинале египтянке Хании Фоуда со счётом 0:6.